# Triumph (Demerara-Mahaica)
Triumph ist ein Dorf und ein regionales Verwaltungszentrum in der Region Demerara-Mahaica in Guyana.
Ursprünglich war Paradise das Verwaltungszentrum. Als das Verwaltungsgebäude 2006 abbrannte, wurde 2009 entschieden in Triumph das neue Gebäude zu errichten.

## Geographie
Der Ort liegt an der Atlantik-Küste im Gebiet von Enmore-Hope Village District, etwa 17 km östlich von Georgetown.
Der Ort ist wie alle Orte entlang der Küste am Reißbrett angelegt. Landwirtschaftliche Flächen erstrecken sich von der Küste aus schnurgerade ins Hinterland. Im Umkreis liegen die Orte Beterverwagting (N), Success und Lusignan (O) im La Reconnaissance-Mon Repos Village District.

## Geschichte
1842 wurde das Gebiet bei Beterverwagting von Lambert Christian erworben und „Triumph“ benannt. Christian kam jedoch in finanzielle Schwierigkeiten und die Bewohner von Beterverwagting versuchten das Land in zwei Einheiten zu erwerben. Die Regierung schritt ein und kaufte das Land. Die Einwohner versuchten, unterstützt durch eine lokale Zeitung Widerstand zu leisten, konnten sich jedoch nicht durchsetzen. Triumph und Beterverwagting sind seither zusammengewachsen und werden oft als Beterverwagting/Triumph bezeichnet. Beide Dörfer gehören zur selben lokalen Verwaltung.
In Triumph gibt es eine Zweigstelle der Republic Bank.

## Klima
Nach dem Köppen-Geiger-System zeichnet sich Luango durch ein tropisches Klima mit der Kurzbezeichnung Af aus.